# 17. Sinfonie (Mozart)
Die Sinfonie G-Dur Köchelverzeichnis 129  komponierte Wolfgang Amadeus Mozart im Jahr 1772 in Salzburg. Er war damals 16 Jahre alt. Nach der Alten Mozart-Ausgabe trägt die Sinfonie die Nummer 17.

## Allgemeines

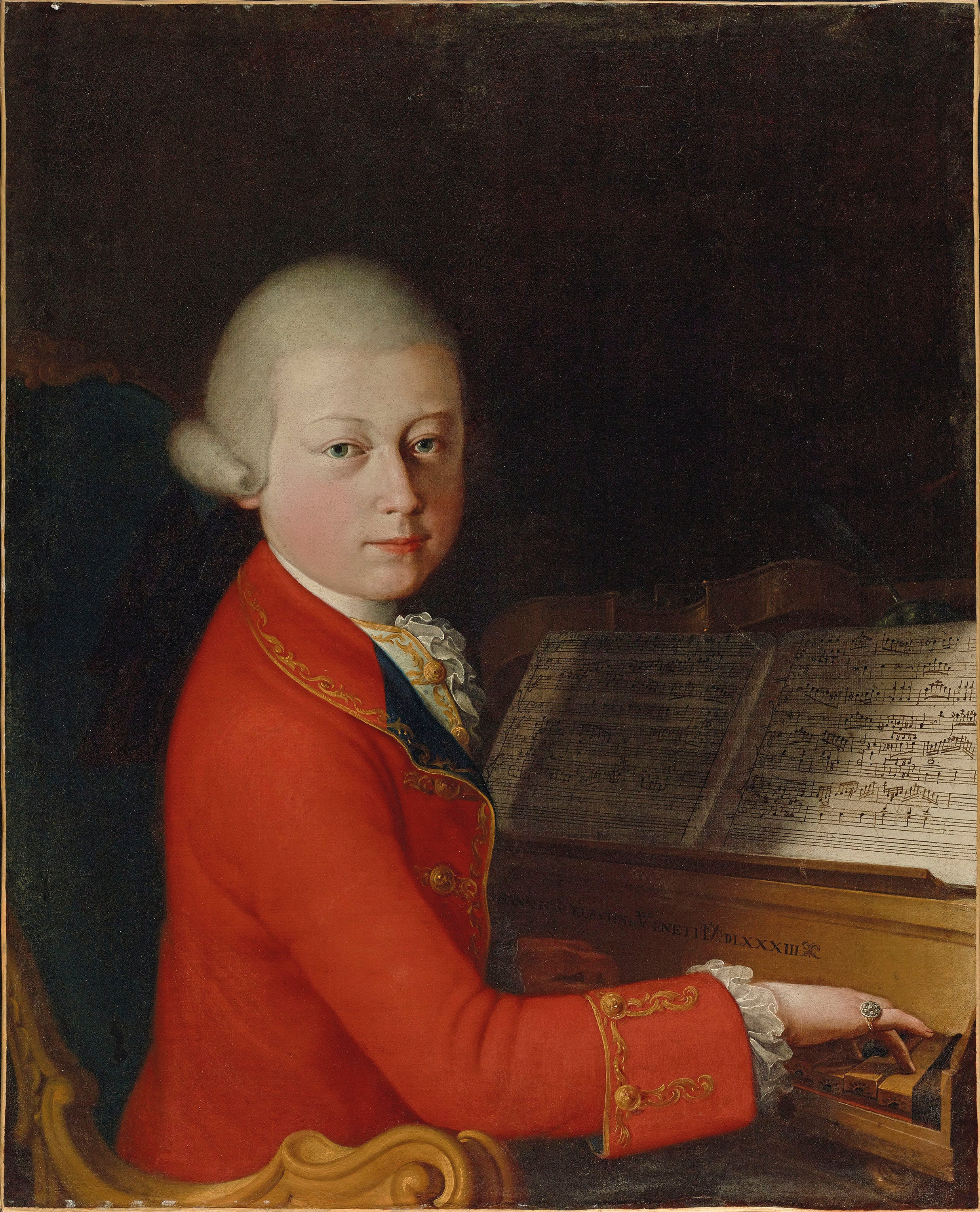
Gemälde Mozarts von Saverio dalla Rosa, Januar 1770

Mozart komponierte die Sinfonie Köchelverzeichnis (KV) 129 im Mai 1772 im Rahmen einer sechsteiligen Sinfoniegruppe (siehe bei KV 130). Innerhalb dieser Gruppe bildet sie mit der Sinfonie KV 128 insoweit ein Werkpaar, als beides – neben derselben „kleinen“ Besetzung – dreisätzige Sinfonien ohne Menuett sind. Zudem ist der Charakter der Schlusssätze ähnlich. Andererseits sind z. B. die Kopfsätze eher gegensätzlich angelegt (bilden aber insofern auch ein Pendant zueinander): KV 128 I mit der „stärker rhythmisch betonten Schreibweise“ bzw. „großflächig, gewissermaßen stabil angelegt“, KV 129 I dagegen eher mit einer „italienisch geprägte(n) flüssig-elegante(n) Diktion“ bzw. „flexibel, graziös, immer in Veränderung begriffen“ und (ebenso wie Teile vom Kopfsatz der Sinfonie KV 132) in Richtung auf Johann Christian Bach weisend (im Frühsommer 1772 hatte Mozart drei Sonaten aus Opus V von Johann Christian Bach als Klavierkonzerte bearbeitet: KV 107). Alfred Einstein (1953) beschreibt den ersten Satz daher als „Rückfall“, der „unter Johann Christians Einfluss schon in London oder Haag geschrieben sein könnte“, lobt aber die anderen Sätze, die „bereits Haydnschen Geist atmen“. Howard Chandler Robbins Landon (1991) bezeichnet KV 129 als „ein bezaubernd frisches Werk zur Freilichtaufführung“.

## Zur Musik
Besetzung: zwei Oboen, zwei Hörner, zwei Violinen, Viola, Cello, Kontrabass. In zeitgenössischen Orchestern war es zudem üblich, auch ohne gesonderte Notierung Fagott und Cembalo (sofern im Orchester vorhanden) zur Verstärkung der Bass-Stimme bzw. als Generalbass-Instrument einzusetzen.
Aufführungszeit: ca. 12 Minuten.
Bei den hier benutzten Begriffen der Sonatensatzform ist zu berücksichtigen, dass dieses Schema in der ersten Hälfte des 19. Jahrhunderts entworfen wurde (siehe dort) und von daher nur mit Einschränkungen auf die Sinfonie KV 129 übertragen werden kann. – Die hier vorgenommene Beschreibung und Gliederung der Sätze ist als Vorschlag zu verstehen. Je nach Standpunkt sind auch andere Abgrenzungen und Deutungen möglich.

### Erster Satz: Allegro maestoso
G-Dur, 4/4-Takt, 114 Takte
Die Audiowiedergabe wird in deinem Browser nicht unterstützt. Du kannst die Audiodatei herunterladen.
Die Sinfonie beginnt als kräftiger, breiter G-Dur – Akkord im Forte. Das G wird auch die folgenden acht Takte als Orgelpunkt im Horn ausgehalten bzw. mit dem „Trommelbass“ der tiefen Streicher betont, während die Violinen eine tänzerisch-hüpfende Figur mit Triller und lombardischen Rhythmus spielen. Die Überleitung zum zweiten Thema (Takt 9–17) wechselt in „brillanter“ Passage mit Akkordmelodik, Tremolo und virtuosen Läufen der Violinen von der Tonika G-Dur zur Dominante D-Dur. Das zweite Thema (Takt 18 ff., D-Dur) beginnt im versetzten Einsatz der Instrumente: Anfangs nur die „Grundierung“ (ausgehaltenes A der Hörner und Tonrepetition der Viole auf A), dann setzen nacheinander 1. Violine, 2. Violine und Bass mit dem „Hüpfmotiv“ vom ersten Thema ein, jeweils mit einem neuen Motiv als Gegenstimme. Ab Takt 26 schließt sich ein weiterer Abschnitt an, der als Crescendo vom Pianissimo zum Forte beginnt und dann wieder virtuose Läufe und kleinere, „brillante“ Motive für die stimmführenden Violinen bringt. Die Schlussgruppe (Takt 47 ff.) ist im kontrastierenden Charakter gehalten: nicht mehr schnell dahinfließend, sondern schreitend, durch Pausen unterbrochen.
In der Durchführung (Takt 47 ff.) wird das „Hüpfmotiv“ vom zweiten Thema verarbeitet: Zunächst stellt Mozart das Motiv in D-Dur mit seiner Gegenstimme vor, moduliert dann aber im Wechsel von Forte-Unisono und Piano-„Antwort“ mit Triller bis e-Moll, in der diese Passage mit kurzer Tremolo-Kadenz auch endet. Die anschließende abgesetzte Bewegung führt nach D-Dur, das den Eintritt der Reprise in Takt 68 vorbereitet. Die Reprise ist ähnlich der Exposition strukturiert. Exposition sowie Durchführung und Reprise werden wiederholt.

### Zweiter Satz: Andante
C-Dur, 2/4-Takt, 73 Takte
Die Audiowiedergabe wird in deinem Browser nicht unterstützt. Du kannst die Audiodatei herunterladen.
Das gesangliche, liedhafte Hauptthema mit schreitender Basslinie wird zunächst piano von den Streichern vorgestellt, dann vom ganzen Orchester forte wiederholt. In der Dominante G-Dur folgen ein Terzen-Motiv und – den ersten Teil abschließend – ein Motiv mit klopfender Tonrepetition.
In der kurzen Durchführung (Takt 31–38) lässt Mozart ein neues, eintaktiges Motiv versetzt durch die Streichinstrumente wandern. Die Reprise (Takt 39 ff.) ist ähnlich der Exposition strukturiert, allerdings ist die Terz-Passage mit forte-piano-Wechsel verlängert. Der Satz wird von einer Wendung beendet, die man sich vom Hauptthema abgeleitet denken kann. Exposition sowie Durchführung und Reprise werden wiederholt.
Bernhard Paumgartner (1957) fühlt sich beim Anfang des „hübschen“ Andantes an Joseph Haydn erinnert, insbesondere an den langsamen Satz der Sinfonie Nr. 100.

### Dritter Satz: Allegro
G-Dur, 3/8-Takt, 192 Takte
Die Audiowiedergabe wird in deinem Browser nicht unterstützt. Du kannst die Audiodatei herunterladen.
Das erste Thema erinnert mit seiner im forte-unisono aufstrebenden Linie, insbesondere der auftaktigen Dreiklangsmelodik zu Beginn, an Jagdthematik und weist Ähnlichkeiten mit dem Schlusssatz der Klaviersonate KV 576 auf. Nach dem kurzen Zwischenspiel der Violinen / Viola (Takt 9–24) wird der Themenkopf in der Dominante D-Dur wiederholt, jedoch mit anderer Fortspinnung, die die Dominante etabliert. Das zweite Thema (Takt 45 ff.) kontrastiert mit seinem zurückhaltend-schwebenden Charakter zur Eröffnung des Satzes. Beteiligt sind nur die Streicher, wobei die 1. Violine zunächst eine fallende Figur mit Überhalten auf dem ersten, betonten Taktschlag spielt, die dann als Variante im Dialog mit der 2. Violine fortgesetzt wird. Nach einer „lärmenden“ Tremolo-Passage beendet die Schlussgruppe (Takt 71 ff.) mit ihrem piano-forte – Motiv, das an den Themenkopf des Satzanfangs erinnert, als „launig abrupter Ausklang“ die Exposition.
Die Durchführung fängt zunächst wie die Exposition mit dem ersten Thema an, nun in D-Dur. Nach einer Tremolo-Modulationspassage erreicht Mozart schließlich die Tonikaparallele e-Moll. Es folgen drei Auftritte des Kopfes vom ersten Thema, wobei die letzten beiden durch ihre charakteristische Dissonanz auffallen. Die Reprise beginnt in Takt 128 mit dem Zwischenspiel analog Takt 9 ff. und ist ähnlich der Exposition strukturiert. Exposition sowie Durchführung und Reprise werden wiederholt.